# Calculadora mecànica

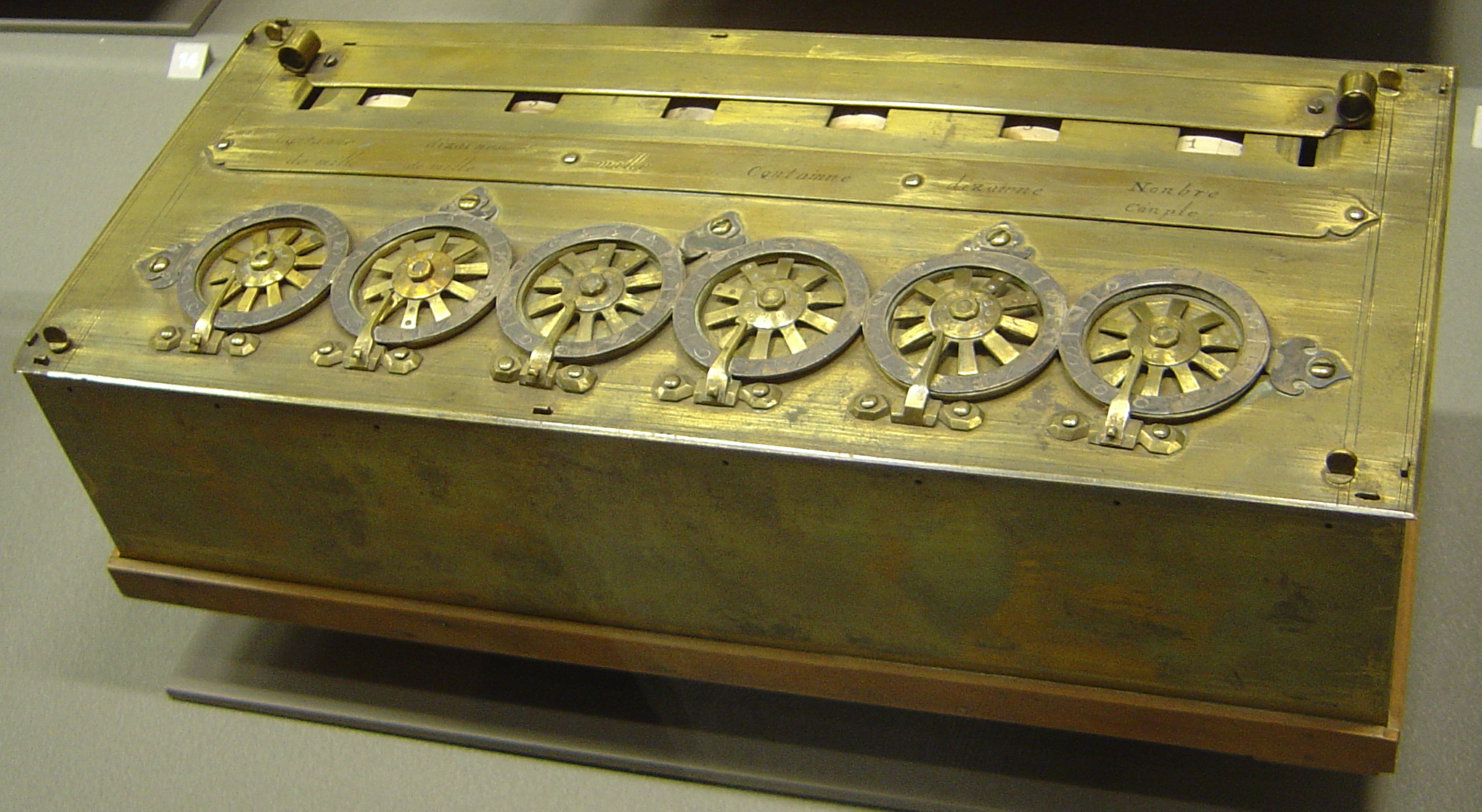
La calculadora Pascalina.

Una calculadora mecànica és un objecte o sistema de còmput i càlcul que basa el seu funcionament en un principi mecànic per retornar els resultats d'una operació aritmètica.

## Història
L'any 1624 Wilhelm Schickard ja n'havia realitzat un disseny previ, encara que no hi ha evidències que arribés a construir-se i estava incomplet, ja que hagués necessitat molles i engranatges addicionals per poder funcionar correctament.
El 1642, Pascal va dissenyar i construir la primera calculadora del món de la qual n'hi ha constància. Era una petita caixa de fusta bastant incòmoda que tenia a la tapa una filera de discos numerats, amb els forats per introduir els dits i fer-los girar. Cada disc tenia una finestreta, i hi havia tota una filera de finestretes sota la filera de discos: de dreta a esquerra s'alineaven les unitats, desenes, centenes, milers, etc.
Quan una roda feia una volta completa, avançava l'altra roda situada a la seva esquerra. No obstant això, la Pascalina tenia diversos inconvenients i no era del tot fiable. L'any 1670 el filòsof i matemàtic alemany Gottfried Wilhelm Leibniz va perfeccionar aquesta màquina i va inventar una que també podia multiplicar i dividir.
Fins al segle xix no es van començar a construir calculadores mecàniques "en sèrie", ja que encara que els conceptes estaven ja establerts, la tecnologia existent no podia portar-los a la pràctica. Principalment es van construir màquines seguint o bé el sistema del cilindre de Leibniz, o bé el sistema de la roda d'Odhner o el sistema enginyat per León Bollée, tots ells sistemes mecànics.

## Tipus de calculadores
L'aritmòmetre de Thomas de Colmarr era una màquina de calcular portàtil i fàcil d'utilitzar que responia a les necessitats comptables de les empreses i de l'administració pública de l'època. Aquestes característiques i el seu bon funcionament van fer que es convertís en la primera calculadora comercialitzada amb èxit. El primer model va aparèixer el 1822 i es va estar fabricant fins ben entrat el segle xx.
La màquina MADAS va ser la primera que va evolucionar directament de l'aritmómetre de Colmar, i va aparèixer l'any 1908, però amb una gran millora: era capaç de realitzar les divisions automàticament, és a dir l'usuari havia d'encarregar-se únicament de donar voltes a la manovella fins que sentís el timbre que indicava la fi de l'operació. MADAS són les inicials de "Multiplication, Automatic Division, Addition and Substraction". En successives versions es va aconseguir també la multiplicació automàtica, molt més complexa de realitzar mecànicament que la divisió. Es van estar fabricant fins als anys 50.
La màquina Curta va ser realitzada per Curt Herzstark en un camp de concentració nazi. És l'última màquina mecànica manual, fabricada el 1948. En la seva època va ser revolucionària per la seva mida petita, és gairebé una peça de rellotgeria de precisió amb uns costos de fabricació molt elevats, i per això uns preus de mercat molt alts.

### Sistema de Leibniz
El sistema es basa en un cilindre estriat. Per fer el moviment dels cilindres existeixen unes rodes dentades mòbils, aquesta mobilitat s'usa per a l'assignació de valors, mitjançant uns botons per a aquest fi. Una vegada indicat el valor, per mitjà d'una manovella produirem el moviment necessari per realitzar l'operació (suma o resta depenent del sentit del gir). D'aquesta manera s'obtenia el resultat de l'operació.

### Sistema d'Odhner
El sistema consisteix en un disc central sobre el qual va una corona giratòria que pot moure's mitjançant una palanca. El disc central disposa de 9 ranures per les quals poden sobresortir o no unes varetes, que seran les indicadores del valor amb el qual operar. Depenent del gir de la manovella es poden realitzar sumes o restes. Per realitzar les multiplicacions i les divisions s'usa el mètode de les sumes successives i restes successives respectivament.
L'original Odhner va ser creada per Willgodt T. Odhner (inventor del sistema de la roda d'Odhner el 1874) i va començar la fabricació a gran escala el 1886, en una fàbrica construïda a Sant Petersburg (Rússia), que va ser traslladada a Göteborg (Suècia) a causa de la revolució russa. L'any 1892 la firma Grimme, Natalis and Co. va comprar la patent del sistema Odhner i va començar a fabricar a Alemanya màquines amb aquest sistema anomenades "Brunsviga", incorporant-hi algunes millores.
Les calculadores Marchant van ser fabricades per Marchant Calculating Machine Co.. Les primeres màquines eren del sistema Odhner pur, però van evolucionar afegint un mecanisme de teclat complet, donant lloc a màquines amb un aspecte "rar" però molt ràpides i efectives en el seu funcionament.

### Sistema de Bollée
Aquest sistema permetia multiplicar dos nombres directament, i no mitjançant sumes consecutives. Encara que es denomini amb el nom de León Bollée, l'inventor d'aquesta tècnica per multiplicar directament s'atribueix a l'escriptor espanyol Ramón Verea, qui el 1878 va desenvolupar un cilindre metàl·lic de 10 costats, cadascun dels quals tenia una columna de forats amb 10 diàmetres diferents. Aquest mecanisme era, al seu torn, una versió millorada del desenvolupat per Edmund D. Barbour el 1872 per multiplicar productes parcials mitjançant la lectura de valors d'una taula escrita en relleu, en un sistema similar al Braille.
La màquina "Milionària" va ser dissenyada per Otto Steiger i fabricada per Hans W. Egli. Posseïa una sorprenent velocitat en realitzar multiplicacions i divisions, ja que no les realitza mitjançant sumes successives i restes successives, per la qual cosa amb un sol gir de manovella realitzava l'operació. Se'n van fabricar menys de 5.000 unitats.